# 上米拉諾瓦茨

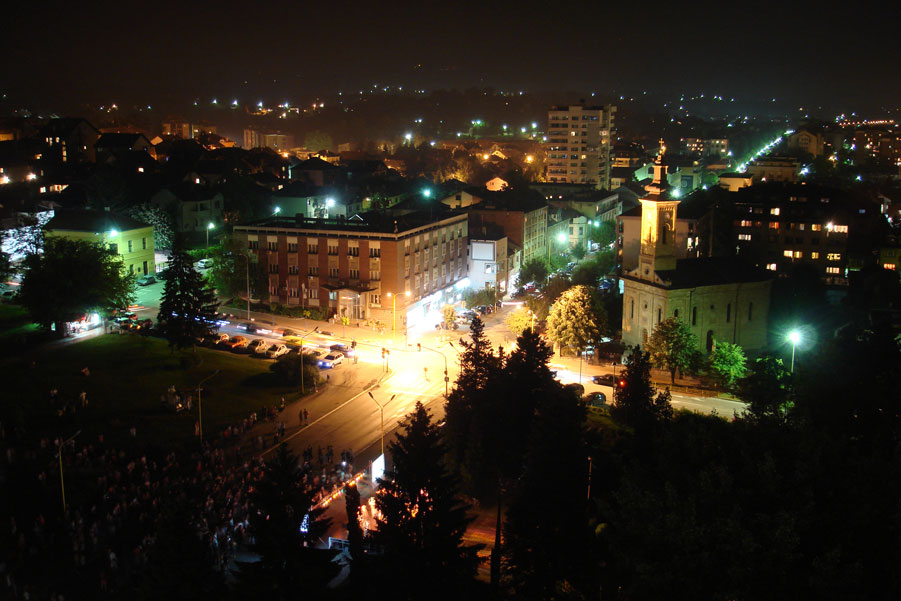

上米拉諾瓦茨是塞爾維亞的城鎮，由莫拉瓦州負責管轄，位於該國中部，距離首都貝爾格萊德120公里，面積836方公里，海拔高度332米，2011年人口24,048。

## 外部連結
- Official site（页面存档备份，存于）
- GM032.net Internet Portal of the Municipality of Gornji Milanovac
- Tourist Organisation of the Municipality of Gornji Milanovac